# NaturalMotion
NaturalMotion (словосочетание англ. natural и англ. motion — рус. естественное движение) — частная компания, разработчик программного обеспечения и компьютерных игр. Компания специализируется на создании компьютерных анимационных технологий для индустрии компьютерных игр и кинофильмов. Компания образована в 2001 году как ответвление от Оксфордского университета, она была основана Торстеном Рейлом (англ. Torsten Reil) и Колмом Мэсси (англ. Colm Massey) из Зоологического отделения университета. Компания базируется в Лондоне.

## Технологии
NaturalMotion коммерциализировала свою технологию процедурной анимации, которую назвала Dynamic Motion Synthesis (DMS, рус. Динамический синтез движений). DMS основан на моделировании биомеханики и моторной нервной системой в режиме реального времени. Также DMS использует элементы из биологии и теории управления роботами. DMS позволяет создавать модели полностью интерактивных трехмерных персонажей, которые не используют заранее просчитанную анимацию. NaturalMotion  использовала DMS в своих продуктах «endorphin» и «euphoria». Первый продукт, «endorphin», использует DMS для быстрого и качественного создания предпросчитанной статической анимации и является альтернативой методу ключевых кадров или захвата движений. «euphoria» использует DMS для генерации анимации «на лету» в режиме реального времени в компьютерных играх или других интерактивных приложениях.

## Клиенты NaturalMotion
Технологии NaturalMotion используются многими компаниями из индустрии фильмов, компьютерных игр и трёхмерной графики, включая Sony, The Mill, Electronic Arts, Moving Picture Company, Konami, Capcom, Sega, Rockstar Games, Autodesk и многие другие. «Endorphin» использовался в фильмах «Троя», «Посейдон» и играх «The Getaway», «Tekken 5», «Metal Gear Solid», «Grand Theft Auto IV» и многих других.
В 2006 году компания LucasArts заявила, что будет использовать «euphoria» в своих играх Indiana Jones and the Staff of Kings и Star Wars: The Force Unleashed. Далее, в 2007 году, компания Rockstar Games заявила о лицензировании «euphoria» для использования во многих своих будущих играх, включая Grand Theft Auto IV, Red Dead Redemption, Max Payne 3 и Grand Theft Auto V.
В августе 2007 года NaturalMotion анонсировала разработку новой мультиплатформенной компьютерной игры Backbreaker для платформ PC, Xbox 360 и PS3, которая будет являться симулятором американского футбола и использовать «euphoria» для генерации интерактивной анимации.